# Praga R
Praga R byl lehký nákladní automobil o nosnosti 1,5 až 2 tuny, vyráběný Automobilním oddělením První českomoravské továrny na stroje v Praze-Libni mezi lety 1913 až 1926.

## Varianty

### Série 1 až 4
Série 1 zpočátku sestávala z jediného prototypu postaveného v roce 1913. Ten byl osazen mírně poddimenzovaným motorem z Pragy Grand o čtyřech válcích, vrtáním 90 mm, zdvihem 150 mm, objemem 3 824 cm³ a spotřebou 32 litru benzínu a 0,7 litrů oleje na 100 km. Náhon na zadní kola, převodovka měla čtyři stupně vpřed a jeden vzad. Jednalo se o testovací podvozek bez speciální konstrukce. Pět dalších vozidel z první série bylo dodáno roce 1914 rakousko-uherské armádě jako nosiče vyhledávacích světlometů pro noční frontové boje (reflektorový nosič). Jako zdroj energie jim sloužil motor vozidla.
Série 2 až 4, dodané v roce 1915, se téměř nelišily od série 1. Druhá série sestávala ze 70 vozidel postavených jako tahače pro reflektory, valníky nebo poštovní autobusy. Série 3 zahrnovala 90 vozidel v provedení valník nebo nosič reflektoru pro export do Osmanské říše, která byla válečným spojencem Trojspolku. Sérii 4 potom tvořilo 110 vozidel s valníkovou nástavbou pro transport munice. Až do konce války se pak další vozy modelu R nepostavily. 

### Obrněné vozidlo
Série 4 zahrnovala také deset jednotek, které byly objednány v roce 1916 a dodány jako čistý podvozek, aby mohly být později vybaveny obrněnou karoserií. Tyto stroje byly dokončeny a odeslány do Osmanské říše, kde sloužily policejním složkám.

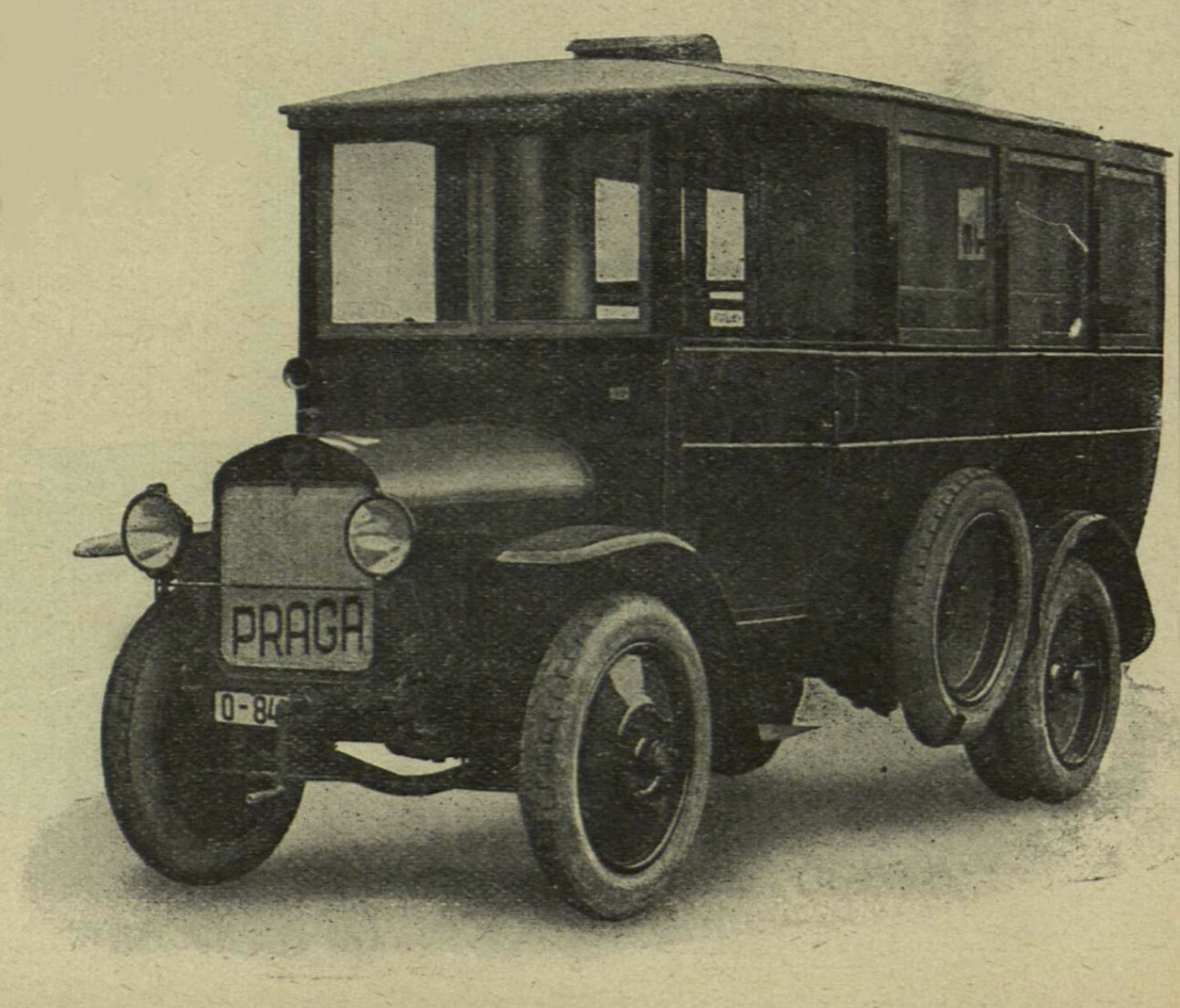
Autobus Praga R 35 HP (časopis Auto, 1924)

### Série 5 až 7
V roce 1922 byla představena pátá série R v počtu deseti jednotek. Výkon motoru se zvýšil o 3 HP, spotřeba oleje klesla na 0,5 l/100 km, vyráběn pak byl ve variantách valník a výletní autobus. Ve stejném roce byly zahájena výroba vozů 6. a 7. série v konečném počtu 50 nebo 60 kusů: většinou se jednalo o valníky, několik hotelových kyvadlových autobusů a také pohřebních vozů. Pořizovací cena byla okolo 160 000 Kč. Sedmá série potom zahrnovala dalších 40 kusů, které byly uvedeny do výroby v roce 1923, se sníženou spotřebou na 30 l benzínu a 0,4 l oleje na 100 km. Opět byly vyráběny jako valníky a autobusy, druhé jmenované s interiérovým elektrickým osvětlením. Začátkem 20. let 20. století se stroje dostaly také do výbavy jednotek čerstvě vzniklé Československé armády.

### Série 8 a 9
Osmá série byla dána do výroby v roce 1924 v počtu 50 kusů valníků a pohřebních vozů. Cena za valník byla 99 000 Kč, za pohřební vůz potom 102 000 Kč. Poslední devátá série Praga R pochází z roku 1926 v počtu 100 vyrobených kusů, valníků a výletních autobusů, nyní i s elektrickým startérem. Cena valníku je udávána 89 000 Kč. 
Model Praga R v sortimentu automobilky zastoupil typ Praga AN.